# Max Prieto
Max Prieto, teljes nevén Maximiliano Prieto Sánchez, (Guadalajara, 1919. március 28. – 1998. május 30., Guadalajara) néhai mexikói válogatott labdarúgó, csatár.

## Karrierje
Pérez pályafutása legnagyobb részében a Chivas Guadalajarában játszott. 1946 és 1950 között egy kivételével minden évben a klub házi gólkirálya volt, 14, 13, 11, illetve tizenöt góllal. A Chivas színeiben összesen hetvenkét gólt szerzett, ezzel az együttes ötödik legeredményesebb góllövője. Nyolc év után, 1951-ben elszerződött az Atlashoz, majd egy év elteltével visszavonult.
A mexikói válogatottal részt vett az 1950-es világbajnokságon, de egyetlen percet sem játszott. Egyetlen válogatott összecsapása 1947-re datálódik.

## Külső hivatkozások
- Max Prieto – a FIFA adatbázisában